# Забалуев, Валентин Трофимович
Валенти́н Трофи́мович Забалуев (14 сентября 1908, Миньяр — 6 апреля 1986, Новосибирск) — советский хозяйственный, государственный и политический деятель.

## Биография
Родился 14 сентября 1908 году в Миньяре. Из семьи рабочих. Член ВКП(б) с 1944 года.
Выпускник Московского заочного экономического университета. С 1927 года — на хозяйственной, общественной и политической работе. В 1927—1970 гг. — конструктор, старший мастер, начальник цеха, начальник строительства завода, начальник производства, заместитель главного инженера завода № 259 Златоуста, главный инженер, директор завода № 78 города Челябинска, директор завода «Сибсельмаш», председатель Новосибирского совнархоза, первый заместитель председателя совнархоза Западно-Сибирского экономического района, 1-й заместитель председателя Новосибирского облисполкома.
Избирался депутатом Верховного Совета СССР 5-го и 6-го созыва, Верховного Совета РСФСР 7-го созыва.
Умер 6 апреля 1986 года в Новосибирске. Похоронен на Заельцовском кладбище Новосибирска (квартал 37).

## Память
В честь Валентина Трофимовича Забалуева названа улица в Ленинском районе Новосибирска.